# Decticus nigrescens
Decticus nigrescens är en insektsart som beskrevs av Yu S. Tarbinsky 1930. Decticus nigrescens ingår i släktet Decticus och familjen vårtbitare. Inga underarter finns listade i Catalogue of Life.